# ルイス・スペンス

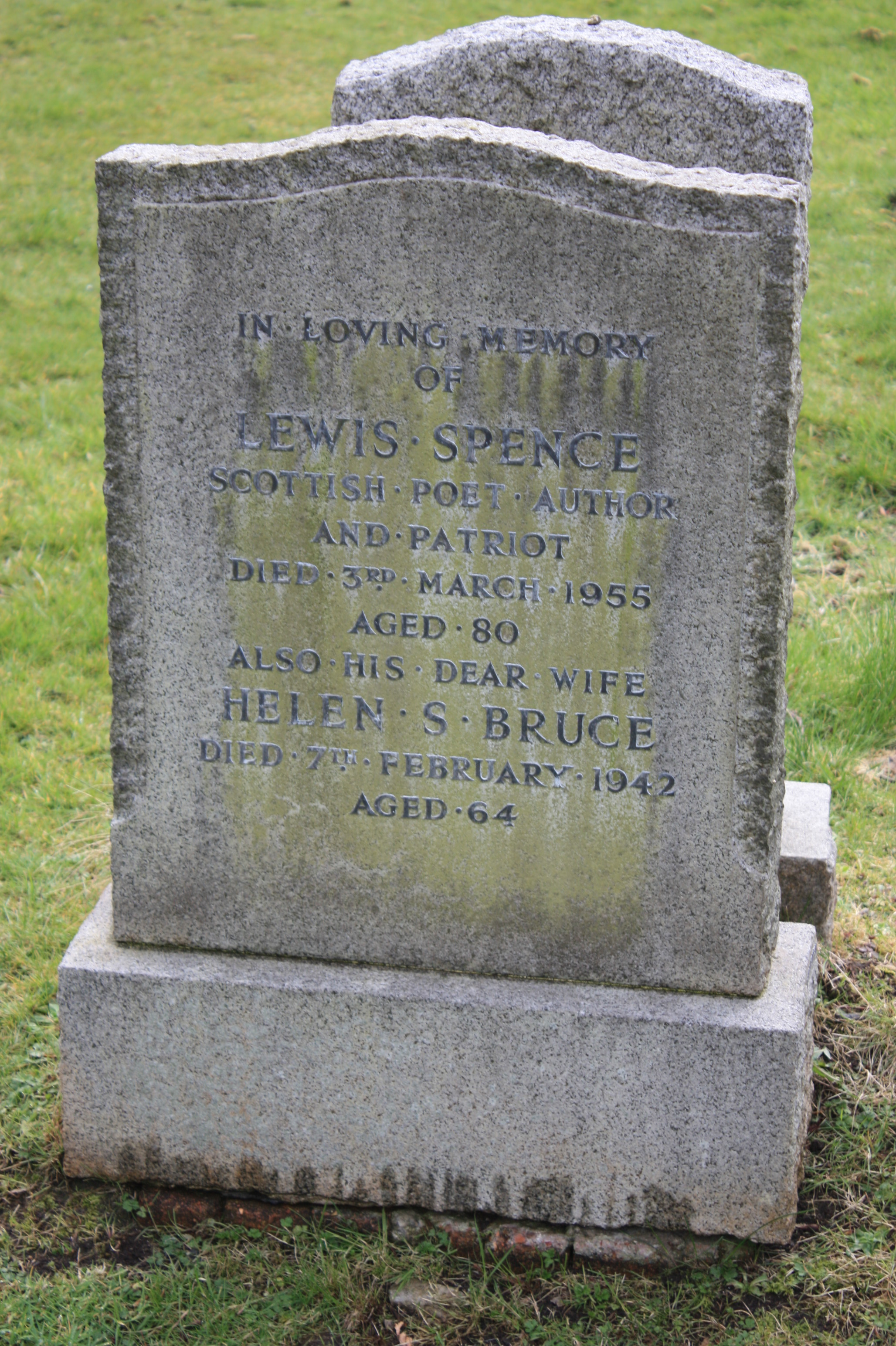
ルイス・スペンスの墓、ディーン・セメタリー

ジェームズ・ルイス・トーマス・チャルマース・スペンス（James Lewis Thomas Chalmers Spence、1874年11月25日 - 1955年3月3日）は、スコットランドのジャーナリスト、詩人、作家、民俗学者、オカルト学者。スペンスは、英国・アイルランド王立人類学協会のフェローで、スコットランド人類学・民俗学協会の副会長だった。また、スコティッシュ・ナショナル・ムーブメントを設立した。